# 春黄菊属
春黄菊属（学名：Anthemis）是菊科下的一个属，为一年生或多年生草本植物。该属共有约200种，分布于地中海区和伊朗。

## 物种
本属包括以下物种：
- 田春黄菊 Anthemis arvensis
- 臭春黄菊 Anthemis cotula
- Anthemis maritima L.
- 春黄菊 Anthemis tinctoria